# 日置広域農道
日置広域農道（ひおきこういきのうどう）は、鹿児島県いちき串木野市下名から同県鹿児島市春山町を結ぶ広域農道である。国道3号線のバイパスとしての役割も持つ。

## 路線概要
- 総距離 - 32Km
- 全線2車線
- 起点 - 鹿児島県いちき串木野市上名（串木野インター入口交差点）
- 終点 - 鹿児島県鹿児島市春山町（春山交差点）

## 特徴
- いちき串木野市から鹿児島市への移動時間が最短である。（一般道においては）
- 国道3号と鹿児島市を結ぶため全区間交通量が多く終点の春山交差点では渋滞がよく発生する。
- 急坂が多く事故が発生しやすい[要出典]

## 接続する道路
- 国道3号
- 鹿児島県道39号串木野樋脇線
- 鹿児島県道308号郷戸市来線
- 鹿児島県道309号山田湯之元停車場線
- 鹿児島県道305号養母長里線
- 鹿児島県道24号鹿児島東市来線
- 鹿児島県道37号伊集院日吉線
- 鹿児島県道291号松元川辺線
- 鹿児島県道35号永吉入佐鹿児島線
- 鹿児島県道210号小山田谷山線

## 周辺
- 南九州西回り自動車道串木野IC
- 美山
- 日置市立飯牟礼小学校

## 通過する市町村
- いちき串木野市
- 日置市
- 鹿児島市